# فلورنت استیونس
فلورنت استیونس (انگلیسی: Florent Stevance؛ زادهٔ ۸ اکتبر ۱۹۸۸) بازیکن فوتبال اهل فرانسه است.
از باشگاه‌هایی که در آن بازی کرده‌است می‌توان به باشگاه فوتبال سرن یونایتد و باشگاه فوتبال رویال شارلوا اشاره کرد.